# Nécropole de Poggio La Pozza
La nécropole de Poggio La Pozza (en italien : necropoli di Poggio La Pozza)  est une nécropole étrusque située dans les monts de la Tolfa, dans la province de Rome, dans le Latium (Italie).

## Chronologie
La nécropole villanovienne de Poggio La Pozza, située près du village d'Allumiere, possède des vestiges qui datent de l'époque protovillanovienne (XIIe au VIIe siècle av. J.-C.) et surtout de la période archaïque étrusque (VIIe et VIe siècle av. J.-C.).

## Description

### Les tombes
Il s'agit essentiellement de tombes à crémation. Lors des fouilles les archéologues ont trouvé des urnes funéraires biconiques à motifs géométriques et du petit mobilier funéraire (marmites, pots et tasses, bijoux, fibules).